# Collegio di Warwick and Leamington
Warwick and Leamington è un collegio elettorale del Warwickshire, nelle Midlands Occidentali, e rappresentato alla Camera dei comuni del Parlamento del Regno Unito. Elegge un membro del parlamento con il sistema first-past-the-post, ossia maggioritario a turno unico; l'attuale parlamentare è Matt Western del Partito Laburista, che rappresenta il collegio dal 2017.

## Estensione

Warwick and Leamington dal 2010 al 2024

- 1918-1950: i Borough di Warwick, Royal Leamington Spa e Stratford-on-Avon, il distretto urbano di Kenilworth, i distretti rurali di Warwick e Alcester, e parti dei distretti rurali di Stratford-on-Avon e Brailes.
- 1950-1974: i Borough di Warwick e Royal Leamington Spa, il distretto urbano di Kenilworth e il distretto rurale di Warwick.
- 1974-1983: come sopra, ma con confini degli enti modificati
- 1983-1997: i ward del distretto di Warwick di Bishop's Tachbrook, Brunswick, Budbrooke, Clarendon, Crown, Cubbington, Lapworth, Leek Wootton, Manor, Milverton, Radford Semele, Warwick North, Warwick South, Warwick West, Whitnash e Willes.
- 1997-2010: i ward del distretto di Warwick di Bishop's Tachbrook, Brunswick, Budbrooke, Clarendon, Crown, Cubbington, Lapworth, Leek Wootton, Manor, Milverton, Radford Semele, Warwick North, Warwick South, Warwick West, Whitnash e Willes, e i ward del distretto di Stratford-on-Avon di Henley, Tanworth e Tanworth Earlswood.
- 2010-2024: i ward del distretto di Warwick di Bishop's Tachbrook, Brunswick, Budbrooke, Clarendon, Crown, Manor, Milverton, Warwick North, Warwick South, Warwick West, Whitnash e Willes.
- dal 2024: i ward del distretto di Warwick di Bishop’s Tachbrook; Leamington Brunswick; Leamington Clarendon; Leamington Lillington; Leamington Milverton; Leamington Willes; Radford Semele; Warwick All Saints and Woodloes; Warwick Aylesford; Warwick Myton and Heathcote; Warwick Saltisford e Whitnash.[1]

## Membri del parlamento
| Elezione | Elezione         | Deputato                                   | Partito            | Note                                        |
| -------- | ---------------- | ------------------------------------------ | ------------------ | ------------------------------------------- |
|          | 1885             | Arthur Peel                                | Liberale           | Speaker della Camera dei comuni (1884—1895) |
|          | 1886             | Arthur Peel                                | Liberale Unionista |                                             |
| 1895 (S) | Alfred Lyttelton |                                            | Liberale Unionista |                                             |
|          | 1906             | Thomas Berridge                            | Liberale           |                                             |
|          | Gen 1910         | Ernest Pollock                             | Conservatore       |                                             |
| 1923     | Anthony Eden     | Primo Ministro del Regno Unito (1955—1957) | Conservatore       |                                             |
| 1957 (S) | John Hobson      |                                            | Conservatore       |                                             |
| 1968 (S) | Dudley Smith     |                                            | Conservatore       |                                             |
|          | 1997             | James Plaskitt                             | Laburista          |                                             |
|          | 2010             | Chris White                                | Conservatore       |                                             |
|          | 2017             | Matt Western                               | Laburista          |                                             |

## Elezioni

### Elezioni negli anni 2020
| Partito                    | Partito                                | Candidato                  | Risultati 4 luglio 2024 | Risultati 4 luglio 2024 |
| Partito                    | Partito                                | Candidato                  | Voti                    | %                       |
| -------------------------- | -------------------------------------- | -------------------------- | ----------------------- | ----------------------- |
|                            | Laburista                              | Matt Western               | 23 975                  | 48,73                   |
|                            | Conservatore                           | James Uffindell            | 11 563                  | 23,50                   |
|                            | Reform UK                              | Nigel Clarke               | 5 154                   | 10,48                   |
|                            | Verdi                                  | Hema YellaPragada          | 4 471                   | 9,09                    |
|                            | Lib Dem                                | Louis Adam                 | 3 881                   | 7,89                    |
|                            | UKIP                                   | Laurie Steele              | 154                     | 0,31                    |
|                            |                                        |                            |                         |                         |
| Iscritti                   | Iscritti                               | Iscritti                   | 76 294                  | 100,00                  |
| ↳ Votanti (% su iscritti)  | ↳ Votanti (% su iscritti)              | ↳ Votanti (% su iscritti)  | 49 198                  | 64,48                   |
| ↳ Astenuti (% su iscritti) | ↳ Astenuti (% su iscritti)             | ↳ Astenuti (% su iscritti) | 27 096                  | 35,52                   |
|                            |                                        |                            |                         |                         |
|                            | Esito: collegio confermato a Laburista |                            |                         |                         |

### Elezioni negli anni 2010
| Partito                    | Partito                                | Candidato                  | Risultati 12 dicembre 2019 | Risultati 12 dicembre 2019 |
| Partito                    | Partito                                | Candidato                  | Voti                       | %                          |
| -------------------------- | -------------------------------------- | -------------------------- | -------------------------- | -------------------------- |
|                            | Laburista                              | Matt Western               | 23 718                     | 43,76                      |
|                            | Conservatore                           | Jack Rankin                | 22 929                     | 42,30                      |
|                            | Lib Dem                                | Louis Adam                 | 4 995                      | 9,22                       |
|                            | Verdi                                  | Jonathan Chilvers          | 1 536                      | 2,83                       |
|                            | Brexit                                 | Tim Griffiths              | 807                        | 1,49                       |
|                            | Indipendente                           | Bob Dhillon                | 153                        | 0,28                       |
|                            | SDP                                    | Xander Bennett             | 67                         | 0,12                       |
|                            |                                        |                            |                            |                            |
| Iscritti                   | Iscritti                               | Iscritti                   | 76 373                     | 100,00                     |
| ↳ Votanti (% su iscritti)  | ↳ Votanti (% su iscritti)              | ↳ Votanti (% su iscritti)  | 54 205                     | 70,97                      |
| ↳ Astenuti (% su iscritti) | ↳ Astenuti (% su iscritti)             | ↳ Astenuti (% su iscritti) | 22 168                     | 29,03                      |
|                            |                                        |                            |                            |                            |
|                            | Esito: collegio confermato a Laburista |                            |                            |                            |

| Partito                    | Partito                                           | Candidato                  | Risultati 8 giugno 2017 | Risultati 8 giugno 2017 |
| Partito                    | Partito                                           | Candidato                  | Voti                    | %                       |
| -------------------------- | ------------------------------------------------- | -------------------------- | ----------------------- | ----------------------- |
|                            | Laburista                                         | Matt Western               | 25 227                  | 46,67                   |
|                            | Conservatore                                      | Chris White                | 24 021                  | 44,44                   |
|                            | Lib Dem                                           | Nick Solman                | 2 810                   | 5,20                    |
|                            | Verdi                                             | Jonathan Chilvers          | 1 198                   | 2,22                    |
|                            | UKIP                                              | Bob Dhillon                | 799                     | 1,48                    |
|                            |                                                   |                            |                         |                         |
| Iscritti                   | Iscritti                                          | Iscritti                   | 74 237                  | 100,00                  |
| ↳ Votanti (% su iscritti)  | ↳ Votanti (% su iscritti)                         | ↳ Votanti (% su iscritti)  | 54 160                  | 72,96                   |
| ↳ Astenuti (% su iscritti) | ↳ Astenuti (% su iscritti)                        | ↳ Astenuti (% su iscritti) | 20 077                  | 27,04                   |
|                            |                                                   |                            |                         |                         |
|                            | Esito: collegio passa da Conservatore a Laburista |                            |                         |                         |

| Partito                    | Partito                                   | Candidato                  | Risultati 7 maggio 2015 | Risultati 7 maggio 2015 |
| Partito                    | Partito                                   | Candidato                  | Voti                    | %                       |
| -------------------------- | ----------------------------------------- | -------------------------- | ----------------------- | ----------------------- |
|                            | Conservatore                              | Chris White                | 24 249                  | 47,94                   |
|                            | Laburista                                 | Lynnette Kelly             | 17 643                  | 34,88                   |
|                            | UKIP                                      | Alastair MacBrayne         | 4 183                   | 8,27                    |
|                            | Lib Dem                                   | Haseeb Arif                | 2 512                   | 4,97                    |
|                            | Verdi                                     | Azzees Minott              | 1 994                   | 3,94                    |
|                            |                                           |                            |                         |                         |
| Iscritti                   | Iscritti                                  | Iscritti                   | 71 578                  | 100,00                  |
| ↳ Votanti (% su iscritti)  | ↳ Votanti (% su iscritti)                 | ↳ Votanti (% su iscritti)  | 50 770                  | 70,93                   |
| ↳ Astenuti (% su iscritti) | ↳ Astenuti (% su iscritti)                | ↳ Astenuti (% su iscritti) | 20 808                  | 29,07                   |
|                            |                                           |                            |                         |                         |
|                            | Esito: collegio confermato a Conservatore |                            |                         |                         |

| Partito                    | Partito                                           | Candidato                  | Risultati 6 maggio 2010 | Risultati 6 maggio 2010 |
| Partito                    | Partito                                           | Candidato                  | Voti                    | %                       |
| -------------------------- | ------------------------------------------------- | -------------------------- | ----------------------- | ----------------------- |
|                            | Conservatore                                      | Chris White                | 20 876                  | 42,58                   |
|                            | Laburista                                         | James Plaskitt             | 17 363                  | 35,41                   |
|                            | Lib Dem                                           | Alan Beddow                | 8 977                   | 18,31                   |
|                            | UKIP                                              | Ian Davison                | 926                     | 1,89                    |
|                            | Verdi                                             | Azzees Minott              | 693                     | 1,41                    |
|                            | Indipendente                                      | Jim Cullinane              | 197                     | 0,40                    |
|                            |                                                   |                            |                         |                         |
| Iscritti                   | Iscritti                                          | Iscritti                   | 69 059                  | 100,00                  |
| ↳ Votanti (% su iscritti)  | ↳ Votanti (% su iscritti)                         | ↳ Votanti (% su iscritti)  | 49 032                  | 71,00                   |
| ↳ Astenuti (% su iscritti) | ↳ Astenuti (% su iscritti)                        | ↳ Astenuti (% su iscritti) | 20 027                  | 29,00                   |
|                            |                                                   |                            |                         |                         |
|                            | Esito: collegio passa da Laburista a Conservatore |                            |                         |                         |

### Elezioni negli anni 2000
| Partito                    | Partito                                | Candidato                  | Risultati 5 maggio 2005 | Risultati 5 maggio 2005 |
| Partito                    | Partito                                | Candidato                  | Voti                    | %                       |
| -------------------------- | -------------------------------------- | -------------------------- | ----------------------- | ----------------------- |
|                            | Laburista                              | James Plaskitt             | 22 238                  | 40,59                   |
|                            | Conservatore                           | Chris White                | 21 972                  | 40,11                   |
|                            | Lib Dem                                | Linda Forbes               | 8 119                   | 14,82                   |
|                            | Verdi                                  | Ian Davison                | 1 534                   | 2,80                    |
|                            | UKIP                                   | Greville Warwick           | 921                     | 1,68                    |
|                            |                                        |                            |                         |                         |
| Iscritti                   | Iscritti                               | Iscritti                   | 81 222                  | 100,00                  |
| ↳ Votanti (% su iscritti)  | ↳ Votanti (% su iscritti)              | ↳ Votanti (% su iscritti)  | 54 784                  | 67,45                   |
| ↳ Astenuti (% su iscritti) | ↳ Astenuti (% su iscritti)             | ↳ Astenuti (% su iscritti) | 26 438                  | 32,55                   |
|                            |                                        |                            |                         |                         |
|                            | Esito: collegio confermato a Laburista |                            |                         |                         |

| Partito                    | Partito                                | Candidato                  | Risultati 7 giugno 2001 | Risultati 7 giugno 2001 |
| Partito                    | Partito                                | Candidato                  | Voti                    | %                       |
| -------------------------- | -------------------------------------- | -------------------------- | ----------------------- | ----------------------- |
|                            | Laburista                              | James Plaskitt             | 26 108                  | 48,76                   |
|                            | Conservatore                           | David Campbell-Bannerman   | 20 155                  | 37,65                   |
|                            | Lib Dem                                | Linda Forbes               | 5 964                   | 11,14                   |
|                            | Alleanza Socialista                    | Claire Kime                | 664                     | 1,24                    |
|                            | UKIP                                   | Greville Warwick           | 648                     | 1,21                    |
|                            |                                        |                            |                         |                         |
| Iscritti                   | Iscritti                               | Iscritti                   | 81 366                  | 100,00                  |
| ↳ Votanti (% su iscritti)  | ↳ Votanti (% su iscritti)              | ↳ Votanti (% su iscritti)  | 53 539                  | 65,80                   |
| ↳ Astenuti (% su iscritti) | ↳ Astenuti (% su iscritti)             | ↳ Astenuti (% su iscritti) | 27 827                  | 34,20                   |
|                            |                                        |                            |                         |                         |
|                            | Esito: collegio confermato a Laburista |                            |                         |                         |

## Risultati dei referendum

### Referendum sulla permanenza del Regno Unito nell'Unione europea del 2016
|             | Collegio               | Lasciare UE % | Rimanere in UE % |
| ----------- | ---------------------- | ------------- | ---------------- |
|             | Warwick and Leamington | 41,1%         | 58,9%            |
|             | Inghilterra            | 53,3%         | 46,7%            |
| Regno Unito | 51,9%                  | 48,1%         |                  |